# Giancarlo Crosta
Giancarlo Crosta   (Pianello del Lario, 7 d'agost de 1934 - Pianello del Lario, 23 de setembre de 2024) va ser un remer italià, que va competir durant les dècades de 1950 i 1960.
El 1960 va prendre part en els Jocs Olímpics d'Estiu de Roma, on guanyà la medalla de plata en la prova del quatre sense timoner del programa de rem. Formà equip amb Renato Bosatta, Tullio Baraglia i Giuseppe Galante. En el seu palmarès també destaca una medalla d'or al Campionat d'Europa de rem de 1961.